# Jugend debattiert international

Finaldebatte des VIII. Internationales Finale in Warschau 2014

„Jugend debattiert international - Länderwettbewerbe in Mittel- und Osteuropa“ ist ein deutschsprachiger Schülerwettbewerb in Estland, Lettland, Litauen, Polen, Russland (Moskau und St. Petersburg), der Slowakei, Slowenien, Tschechien, der Ukraine und Ungarn.
Das Projekt wird getragen vom Goethe-Institut, der Stiftung „Erinnerung, Verantwortung und Zukunft“, der Gemeinnützigen Hertie-Stiftung sowie der Zentralstelle für das Auslandsschulwesen. Daneben gibt es lokale Unterstützer, in Polen ist dies die Stiftung für deutsch-polnische Zusammenarbeit, in Tschechien der Deutsch-Tschechische Zukunftsfonds. In der Ukraine wird das Projekt von der Klitschko Stiftung unterstützt, in Litauen vom Litauischen Informations- und Technikzentrum für Schüler und in Ungarn von der Hanns-Seidel-Stiftung, E.ON Hungária, der Audi Akademie, der Landesselbstverwaltung der Ungarndeutschen und der Konrad-Adenauer-Stiftung.
Jugend debattiert international ist der bislang einzige internationale Redewettbewerb für Schüler in deutscher Sprache. Er soll dazu beitragen, dass junge Menschen in Mittel- und Osteuropa ihre Ansichten und Standpunkte inhaltlich fundiert und überzeugend vertreten können und will die deutsche Sprache als Medium der Debatte fördern. Gegenstand des Wettbewerbs ist das Debattieren auf Deutsch zu Themen aus den Bereichen Schulalltag, Grundrechte, Geschichte (insbesondere Aufarbeitung historischer Unrechtserfahrungen) und Europa.
Das Projekt richtet sich an Schüler ab der 10. Klasse, die über Deutschkenntnisse mindestens auf dem B2-Niveau nach dem Gemeinsamen Europäischen Referenzrahmen verfügen.

## Wettbewerb
Im Schuljahr 2015/16 nahmen 2302 Schüler an 157 Schulen an dem Wettbewerb teil. An diesen Schulen wird das Projekt in den Unterricht integriert. Dafür geschulte Lehrer unterrichten die Schüler im Debattieren und führen mit ihnen Debatten durch. Die Schüler debattieren miteinander zuerst auf der Schul- und Schulverbundsebene, die besten kommen dann weiter auf die Landesebene und schließlich ins Internationale Finale. An diesem nehmen die Erst- und Zweitplatzierten der Landeswettbewerbe aus allen Projektländern teil. Seit dem IV. Internationalen Finale in Berlin 2010 unterstützen die Sieger des Bundeswettbewerbs Jugend debattiert in Deutschland die Teilnehmer als Mentoren.

## Aufbau und Bewertung der Debatten
Jeweils vier Schüler, zwei Pro, zwei Contra, debattieren insgesamt 24 Minuten auf Deutsch zu gesellschaftspolitisch relevanten Fragen (z. B. „Soll die Türkei in die EU aufgenommen werden?“). Das Format der Debatte ist dabei genau festgelegt: zu Beginn hat jeder Debattant zwei Minuten ungestörte Redezeit, in denen er seine Position vorstellen kann, danach folgt die 12-minütige freie Aussprache – die eigentliche „Streitphase“ – und zum Schluss hat dann jeder Teilnehmer eine Minute Zeit, im Lichte der geführten Debatte ein Schlusswort zu halten. Einen externen Gesprächsleiter gibt es nicht. Auf der Schulebene werden vor allem Themen aus dem Schulalltag debattiert, auf den höheren Wettbewerbsstufen dann aus den Bereichen Politik, Grund- und Menschenrechte, Geschichte (insbesondere Aufarbeitung historischer Unrechtserfahrungen) und Europa.
Die Debatte wird von einer drei bis fünfköpfigen Jury bewertet. Die Wertung durch die Juroren erfolgt nach Punkten. Bewertet werden die Leistungen jedes Teilnehmers nach vier Kriterien: Sachkenntnis, Ausdrucksvermögen, Gesprächsfähigkeit, Überzeugungskraft. Die Deutschkenntnisse der Debattanten werden nicht in die Bewertung einbezogen.

## Geschichte
Jugend debattiert international wurde 2005 erstmals in Polen und Tschechien durchgeführt. Seit 2006 nehmen auch Schulen in Estland, Lettland, Litauen und der Ukraine daran teil. Im Jahr 2009 startete das Projekt nach einer zweijährigen Pilotphase an Schulen in Moskau und Sankt Petersburg und im Schuljahr 2010/11 wurde es auf Ungarn ausgedehnt. Seit 2016 nehmen auch die Slowakei und Slowenien an dem Projekt teil.
Übersicht: die Internationalen Finale
| Finalveranstaltung                                            | Thema der Debatte | Schirmherr/Ehrengast | Sieger                                                                          |
| ------------------------------------------------------------- | --- | --- | ------------------------------------------------------------------------------- |
| I. Internationales Finale Prag (Tschechien), 05.10.2007       | „Soll in der Europäischen Union die Leugnung von Völkermord unter Strafe gestellt werden?“                                                | Václav Havel, ehem. Präsident der Tschech. Republik / Wolfgang Thierse, Vizepräsident des Deutschen Bundestages           | Jakub Štefela, Liberec (Tschechien) und Peer Klüßendorf, Rostock (Deutschland)  |
| II. Internationales Finale Warschau (Polen), 24.10.2008       | „Sollen die nationalen Lehrbücher für den Geschichtsunterricht in der Schule durch ein gemeinsames europäisches Lehrbuch ersetzt werden?“ | Bronisław Komorowski, Sejm-Marschall der Rep. Polen / Gerda Hasselfeldt, Vizepräsidentin des Deutschen Bundestages        | Barbara Wasilewska, Warschau (Polen) und Wiebke Neelsen, Wismar (Deutschland)   |
| III. Internationales Finale Prag (Tschechien), 26.02.2010     | „Soll der 23. August zum europaweiten Gedenktag für die Opfer totalitärer und autoritärer Regime ausgerufen werden?“                      | Václav Havel, ehem. Präsident der Tschech. Republik / Petra Pau, Vizepräsidentin des Deutschen Bundestages                | Jitka Rutrlová, Prag (Tschechien) und Maximilian Behrens, Münster (Deutschland) |
| IV. Internationales Finale Berlin (Deutschland), 12.11.2010   | „Soll Google Street View alle europäischen Großstädte erfassen?“                                                                          | Ehrengast: Staatssekretär Harro Semmler, Direktor des Deutschen Bundestages                                               | Irina Avdeeva, Moskau (Russland)                                                |
| V. Internationales Finale Kiew (Ukraine), 21.10.2011          | „Sollen alle Länder Europas gesetzlich festlegen, in absehbarer Zeit aus der Nutzung der Atomenergie auszusteigen?“                       | Vitali Klitschko / Hans-Jürgen Heimsoeth, Botschafter der Bundesrepublik Deutschland in der Ukraine                       | Annett Lymar, Viljandi (Estland)                                                |
| VI. Internationales Finale Vilnius (Litauen), 19.10.2012      | „Soll ‚Hassrede‘ gegen Religionen europaweit strafrechtlich verfolgt werden?“                                                             | Schirmherr: Emanuelis Zingeris, Vorsitzender des Auswärtigen Ausschusses im Litauischen Parlament                         | Gréta Szabó, Budapest (Ungarn)                                                  |
| VII. Internationales Finale Budapest (Ungarn), 18.10.2013     | „Sollen sportliche Großveranstaltungen bei Menschenrechtsverletzungen im Veranstaltungsland boykottiert werden?“                          | Schirmherr: Viktor Kassai, ungarischer Fußball-Schiedsrichter und Welt-Schiedsrichter des Jahres 2011                     | Dominika Perlínová, Prag (Tschechien)                                           |
| VIII. Internationales Finale Warschau (Polen), 17.10.2014     | „Sollen extremistische Parteien verboten werden?“                                                                                         | Schirmherr: Władysław Bartoszewski, Staatssekretär, Bevollmächtigter der Premierministerin für den Internationalen Dialog | Anastasija Minitš, Tallinn (Estland)                                            |
| IX. Internationales Finale Riga (Lettland), 23.10.2015        | „Sollen alle Mitgliedsstaaten des Europarats jährlich eine Mindestzahl an Flüchtlingen aufnehmen?“                                        | Schirmherr: Andris Bērziņš, Staatspräsident Lettlands a. D.                                                               | Anna Ryan, Budapest (Ungarn)                                                    |
| X. Internationales Finale Prag (Tschechien), 23.09.2016       | „Soll der Nachweis staatlich organisierten Dopings zum Ausschluss dieses Landes von internationalen Wettbewerben führen?“                 | Schirmherr: Karel Schwarzenberg, Außenminister Tschechiens a. D.                                                          | Khoi Nguyen, Prag (Tschechien)                                                  |
| XI. Internationales Finale Tallinn (Estland), 29.09.2017      | „Soll das Internet umfassend staatlich reguliert werden?“                                                                                 | Schirmherr: Eiki Nestor, Präsident des estnischen Parlaments                                                              | Yana Bits, Iwano-Frankiwsk (Ukraine)                                            |
| XII. Internationales Finale Bratislava (Slowakei), 24.09.2018 | „Sollen Rundfunksender besser vor Beeinflussung durch die Regierung geschützt werden?“                                                    | Schirmherr: Andrej Kiska, Präsident der Slowakei                                                                          | Yarema-Luka Yeleyko, Lwiw (Ukraine)                                             |
| XIII. Internationales Finale Budapest (Ungarn), 10.10.2019    | „Sollen individuelle Obergrenzen für Flugreisen eingeführt werden?“                                                                       | Schirmherrschaft: Ildikó Enyedi, Regisseurin und Wilhelm Droste, Autor                                                    | Michail Krumov, Sofia (Bulgarien)                                               |